# Hildebert III.
Hildebert III. (670. – 711.), franački kralj od (695. – 711.)
Kada je Klodvig IV. preminuo u svojoj 13 godini Pipin odabire Hildeberta III. za novog kralja Franaka. Njegov odnos s Pipinom je morao biti nešto posebno jer ga je ovaj zadržao kao najdugotrajnijeg "nevidljivog" kralja. Krajem njegove "vladavine" dolazi do Burgundske pobune za čije gušenje će biti potrebno nekoliko godina.
Naslijedio ga je maloljetni sin Dagobert III.
| Prethodnik: | Kralj Franačke | Nasljednik:   |
| Klodvig IV. | Kralj Franačke | Dagobert III. |